# Сафронов, Арсений Михайлович
Арсений Михайлович Сафронов (24 июня 1903, д. Андрониха Лотошинского района Московской области — 13 октября 1957, Москва) — советский государственный деятель, в 1939—1940 и 1945—1949 нарком (министр) финансов РСФСР.

## Биография
В 1920—1923 — райфининспектор окружного финансового отдела Наркомфина г. Мариуполь. После службы в армии — финансовый агент, фининспектор, начальник отдела налогов Московского горфинотдела.
Член ВКП(б) с 1927.
В 1934—1937 зав. Сталинским райфинотделом в Москве, зам. заведующего Мосгорфинуправления.
В 1937 окончил факультет особого назначения при Народном комиссариате финансов СССР.
- В 1937—1938 — управляющий Мосгорфинуправлением.
- С октября 1939 по март 1940 нарком финансов РСФСР.
- 1940—1945 заместитель председателя Правления Государственного Банка СССР
- июль 1945 — 12.07.1949 народный комиссар — министр финансов РСФСР
- 12.7.1949 — 13.10.1957 1-й заместитель председателя Совета Министров РСФСР.

Избирался депутатом Верховного Совета СССР 4 созыва.
Умер 13 октября 1957 года в Москве, похоронен на Новодевичьем кладбище.